# Murat Karayılan
Murat Karayilan, né le 5 juin 1954 à Birecik, est un dirigeant du Parti des travailleurs du Kurdistan (PKK) et un membre du Conseil exécutif de la Confédération du Kurdistan (KCK). Il est l'un des plus anciens cadres du PKK.

## Biographie

### Formation
Murat Karayılan naît en 1954 à Birecik dans la province d'Urfa, en Turquie .
Il effectue sa formation à la haute école de mécanique à Gaziantep.

### Premières années au PKK
En 1979, il s'engage au Parti des travailleurs du Kurdistan, où il prend le nom de code de « Cemal ». Il fait du travail de propagande dans la province d'Urfa, jusqu'au coup d'État militaire de 1980. Il parvient à passer la frontière et à entrer en Syrie.

### Accession au haut commandement
Lors du 3e Congrès du PKK, en 1990, il est élu au Comité central. Il est alors envoyé comme responsable des activités en Europe. En mai 1992, il revient au Moyen-Orient et est nommé commandant en chef des forces de l'ARGK (Armée de libération du peuple du Kurdistan) de la province du Botan (Cizre, Hakkarî, Şırnak). Au 5e Congrès, en 1994, il devient membre du Conseil exécutif du parti, et est chargé par Abdullah Öcalan de la restructuration du parti,.
Après avoir commandé la province du Botan, il sera aussi nommé commandant général des forces de la province d'Amed (Diyarbakir).

### Après 1999
Après l'arrestation d'Öcalan en 1999, il devient membre du Conseil présidentiel, avec Cemil Bayik, Duran Kalkan, Osman Öcalan et Rıza Altun. Il passe une courte période en Europe, avant de retourner au Kurdistan. Il devient commandant général des Hêzên parastina Gel (Forces de défense du peuple (HPG), qui ont remplacé l'ARGK (Armée de libération du peuple du Kurdistan), après le changement stratégique du PKK en 2000. Il prend place ensuite dans la hiérarchie du Kongra-Gel.
En 2003-2004, lorsqu'un conflit interne à l'organisation oppose les « réformistes » aux « conservateurs », Karayılan se place dans le camp des « conservateurs », aux côtés de Duran Kalkan et Cemil Bayik. La tendance « réformiste » finit par être vaincue et ses dirigeants, Kani Yilmaz, Nizamettin Tas et Osman Öcalan, quittent l'organisation, pour fonder un fantomatique Partiya Welatparêzen Demokrat ên Kurdistan (PWDK - Parti des patriotes démocrates du Kurdistan).

### À la tête du KCK
Il fait partie du Comité exécutif du Koma Civakên Kurdistanê (KCK), dont il assure la présidence jusqu'en 2013, où, lors du troisième congrès du KCK, il est remplacé dans cette fonction par Cemil Bayık et Besê Hozat,.
Le 22 mars 2013, il ordonne à ses combattants d'arrêter les combats au lendemain de l'appel du leader Abdullah Öcalan à un cessez-le-feu.
Le 13 décembre 2016, le 1er tribunal pénal de paix de Mardin a délivré un mandat d'arrêt contre Karayılan et Duran Kalkan, un autre commandant du PKK, dans le cadre d'une enquête sur le meurtre du Kaymakam de Derik, Muhammet Fatih Safitürk.

## Œuvres
- (tr) Bir Savaşın Anatomisi : Kürdistan'da Askeri Çizgi [« L'anatomie d'une guerre : la ligne militaire au Kurdistan »], Cologne, Mezopotamien Verlag, 2014 (1re éd. 2010), 572 p. (ISBN 978-3-941012-41-7).